# Geroda excisa
Geroda excisa là một loài bướm đêm trong họ Noctuidae.